# Motore posteriore

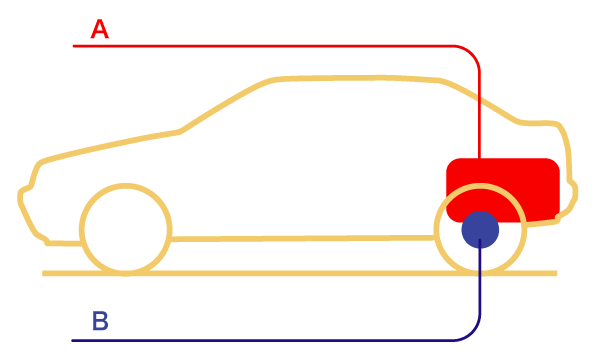
A: Motore
B: Trazione

Per autovettura a motore posteriore s'intende un'automobile sulla quale il motore è montato a sbalzo (cioè subito dietro l'asse posteriore) sul retrotreno.
Si tratta di una soluzione che ebbe ampia diffusione negli anni cinquanta e sessanta, sulle vetture di fascia medio-bassa e bassa.

## Caratteristiche e storia
L'adozione di uno schema tecnico che implicava una distribuzione dei pesi assai sbilanciata (il motore, in pratica, era "fuoribordo") era giustificata dall'opportunità di concentrare in un solo punto tutti gli organi principali della vettura (motore, cambio, differenziale), evitando che alcuni componenti (come l'albero di trasmissione), in un regime generalizzato (salvo alcune significative eccezioni) di trazione posteriore, "attraversassero" la vettura in senso longitudinale.
Lo sbilanciamento dei pesi comportava alcuni svantaggi nel comportamento stradale, come l'alleggerimento dell'avantreno e la conseguente tendenza al sottosterzo in entrata di curva e al sovrasterzo in uscita, la sensibilità al vento laterale e la difficoltà nelle manovre di riallineamento (se la coda perde aderenza la manovra di controsterzo diventa assai impegnativa).
Generalmente questi svantaggi erano contenuti dalle modeste prestazioni delle vetture (erano, nella maggior parte dei casi utilitarie o medio-piccole) che adottavano tale schema, ma anche qui vi sono delle importanti eccezioni (come la Porsche 911 e l'Alpine A110).
Alcuni fautori di questo schema meccanico (tra cui Ferdinand Porsche) sottolineavano il vantaggio che esso consentiva nel disegno di una vettura più aerodinamica. L'assenza di organi meccanici nella parte anteriore permetteva di disegnare un frontale più basso e affilato che, abbinato ad una coda tipo fastback, favoriva l'ottenimento di un ottimo cx. Con questo scopo vennero progettate le Porsche 356 e 911 e vari modelli della Tatra.
La semplicità costruttiva e il contenimento dei costi giustificava questa scelta che, tuttavia, col crescere delle potenze e delle prestazioni anche delle utilitarie venne, a partire dagli anni settanta, progressivamente abbandonata in favore dello schema tutto avanti (con motore davanti e trazione anteriore).
Attualmente solo la Porsche 911, la Smart Fortwo, la Renault Twingo III  adottano il motore posteriore a sbalzo.

### Nota
A differenza del motore anteriore, quello posteriore può avere la trazione solo sul proprio asse (cioè non si è mai prodotta, per gli scarsi risultati ottenuti, un'auto con configurazione motore posteriore/trazione anteriore). Esistono alcune eccezioni sempre in casa Porsche (Carrera 4 e Turbo con relative versioni S), ad esempio, in cui il motore posteriore supporta una trazione integrale.

## Vetture con motore posteriore a sbalzo
- Alpine A108
- Alpine A110
- BMW 700
- Chevrolet Corvair
- Fiat 500
- Fiat 600
- Fiat 850
- Fiat 126
- Fiat 133
- Hillman Imp
- NSU Prinz
- Porsche 356
- Porsche 911
- Renault 4CV
- Renault Dauphine
- Renault 8
- Renault 10
- Renault Caravelle
- Renault Floride
- Simca 1000
- Singer Chamois
- Skoda 105
- Skoda 120
- Skoda 130
- Skoda 130 Rapid
- Smart Fortwo
- Smart Forfour
- Sunbeam Stiletto
- Tatra T77
- Tatra T87
- Tatra T97
- Tatra T600 Tatraplan
- Tatra T601
- Tatra T603
- Tatra T613
- Tucker Torpedo
- Volkswagen Maggiolino
- Volkswagen 1500/1600
- Volkswagen 411/412
- Volkswagen Karmann Ghia
- ZAZ 965
- ZAZ 966
- ZAZ 968

In pratica lo schema meccanico con motore posteriore a sbalzo era diffuso prevalentemente in Italia (Fiat), Francia (Renault, SIMCA), Germania Occidentale (Volkswagen, Porsche, NSU) e nell'ex Cecoslovacchia (Škoda, Tatra).
Un caso unico in tutta la produzione inglese (e anche all'interno del gruppo Rootes) fu la Hillman Imp (con i suoi "cloni" Singer Chamois e Sunbeam Stiletto).